# Axonopus villosus
Axonopus villosus är en gräsart som beskrevs av Jason Richard Swallen. Axonopus villosus ingår i släktet Axonopus och familjen gräs.
Artens utbredningsområde är Venezuela. Inga underarter finns listade i Catalogue of Life.